# Viola Jelagat Kibiwot

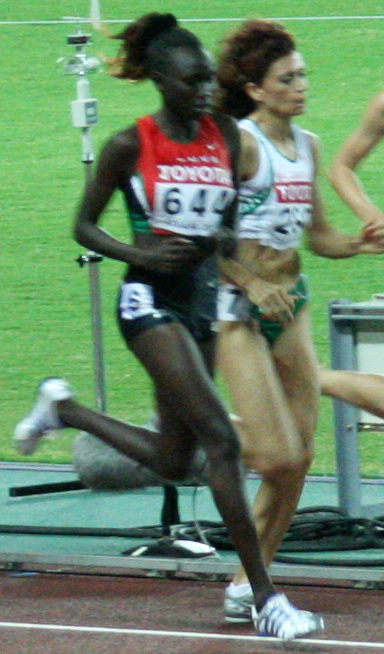
Viola Jelagat Kibiwott (644) bei den Weltmeisterschaften 2007 in Osaka

Viola Jelagat Kibiwot (auch Viola Chelagat Kibiwot; * 22. Dezember 1983 im Keiyo District) ist eine kenianische Mittel- und Langstreckenläuferin.

## Leben
Kibiwot belegte bei den Crosslaufweltmeisterschaften 2000 in Vilamoura den dritten Platz im Juniorinnenrennen. 2001 in Oostende und 2002 in Dublin wurde sie jeweils Juniorenweltmeisterin. Bei den Leichtathletik-Juniorenweltmeisterschaften 2002 in Kingston gewann sie die Goldmedaille im 1500-Meter-Lauf.
Vergleichbare Erfolge im Erwachsenenbereich konnte Kibiwot zunächst nicht erzielen. Bei den Crosslaufweltmeisterschaften 2003 in Lausanne belegte sie auf der Kurzstrecke den 22. Platz und 2005 in Saint-Galmier den 23. Platz. Bessere Resultate erzielte sie zeitweilig auf der Bahn. Im 1500-Meter-Lauf wurde sie bei den Commonwealth Games 2006 in Melbourne Sechste, bei den Leichtathletik-Weltmeisterschaften 2007 in Osaka Fünfte und beim Leichtathletik-Weltfinale 2007 in Stuttgart Vierte. Bei den Olympischen Spielen 2008 in Peking und bei den Leichtathletik-Weltmeisterschaften 2009 in Berlin konnte sie sich hingegen nicht für das Finale qualifizieren. Bei den Commonwealth Games 2010 in Neu-Delhi belegte sie den siebten Platz.
Ihre erste internationale Medaille im Erwachsenenbereich gewann Kibiwot schließlich bei den Crosslauf-Afrikameisterschaften 2011 in Kapstadt, wo sie hinter ihrer Landsfrau Mercy Cherono Zweite wurde.

## Bestleistungen
- 800 m: 2:04,99 min, 23. Mai 2007, Nijmegen
- 1500 m: 3:59,25 min, 6. Juli 2012, Paris
- 3000 m: 8:24,41 min, 9. Mai 2014, Doha
- 5000 m: 14:29,50 min, 22. Mai 2016, Rabat
- Marathon: 2:25:32 h, 15. Oktober 2017, Amsterdam